# Varoš (Ražanj)
Pour les articles homonymes, voir Varoš.
Varoš (en serbe cyrillique : Варош) est un village de Serbie situé dans la municipalité de Ražanj, district de Nišava. Au recensement de 2011, il comptait 288 habitants.

## Démographie
| 1948 | 1953 | 1961 | 1971 | 1981 | 1991 | 2002 | 2011 |
| ---- | ---- | ---- | ---- | ---- | ---- | ---- | ---- |
| 679  | 717  | 700  | 618  | 553  | 582  | 360  | 288  |

|  |